# Ceroxylon quindiuense
La palma da cera del Quindío (Ceroxylon quindiuense (H.Karst.) H.Wendl.) è una palma originaria delle foreste montuose andine della Colombia. 

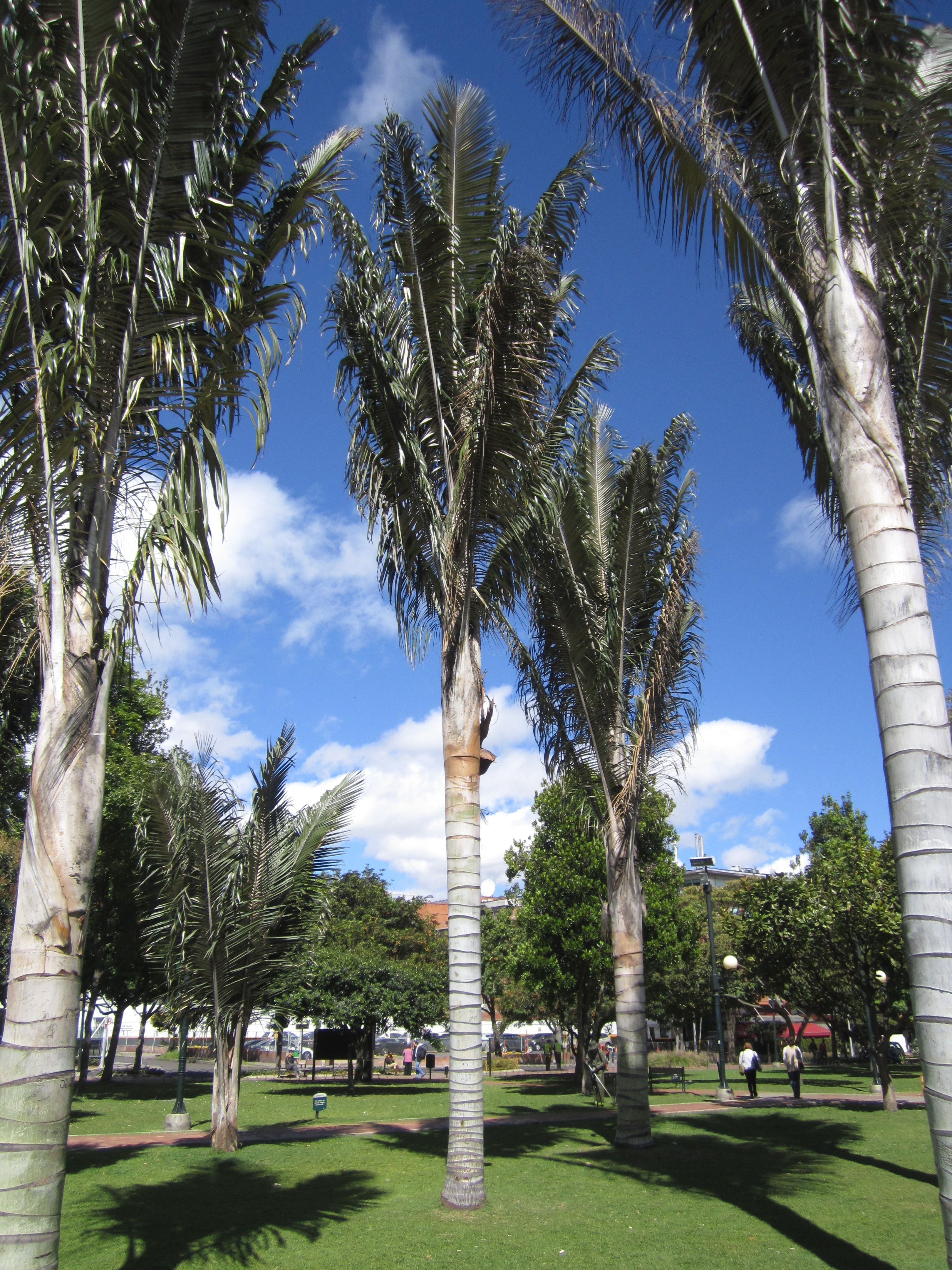
Palme nel Parque de la 93 a Bogotà.

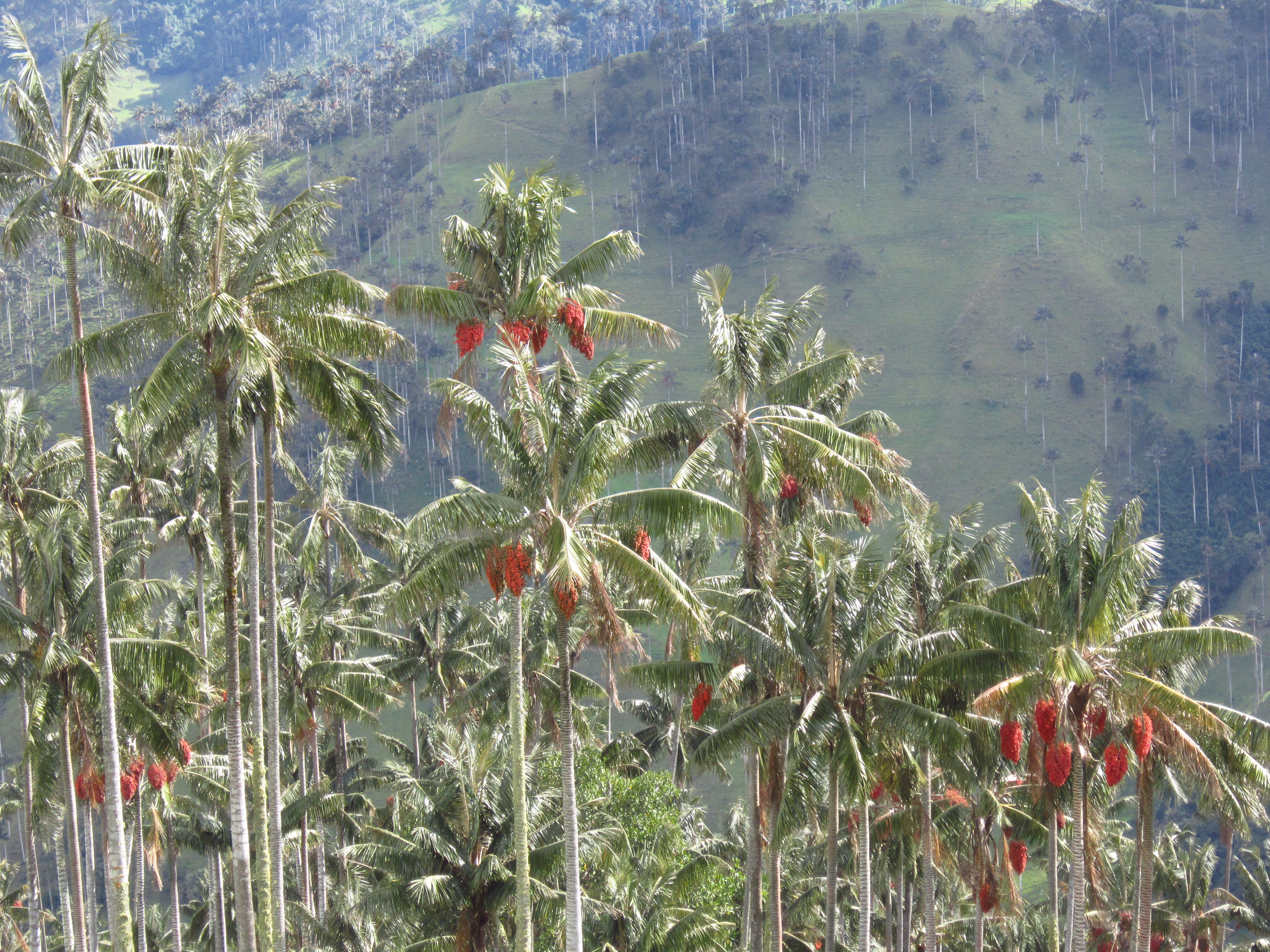
Palme nella Finca La Carbonera (Toche-Tolima).

## Etimologia
Il nome generico è composto dalle parole greche: kèròs = "cera" e xγlon = "legno", riferito alla spessa cera bianca rinvenuta nei tronchi.
L'epiteto specifico "quindiuense" fa riferimento alla sua ubicazione geografica nel Quindío.

## Descrizione
In buone condizioni, può raggiungere i 70 metri. È la monocotiledone più grande al mondo. Le foglie vanno dal verde scuro al grigiastro, con piccioli lunghi oltre 2 metri. Il tronco è cilindrico, liscio e ricoperto di cera. Quando le foglie muoiono e cadono, lasciano un anello nero intorno al fusto. Si tratta di una specie protetta. Ceroxylon quindiuense ha un portamento estremamente alto e vive più di cento anni. Venne studiata da Alexander von Humboldt nel 1801. È una pianta in pericolo di estinzione.

## Biologia
La palma da cera adulta produce grandi grappoli di datteri di color rosso o arancione acceso.
Le bacche che riescono a germinare nel suolo sottostante, daranno vita a plantule con le foglie inizialmente chiuse. In condizioni di scarsa luminosità inizierà una crescita piuttosto lenta, rimanendo diversi anno in stadio giovanile.
Il fusto si sviluppa in seguito al succedersi delle foglie, che cadendo, producono degli anelli caratteristici. Questo lento processo porterà alla fioritura dopo circa 40 anni.
Nel momento del suo primo raccolto, la palma si considera adulta, sul finire del suo ciclo produttivo, la palma avrà circa 60 anni. Vivrà altri 40 anni fino a morire dopo i 100 anni e ad aver raggiunto un'altezza compresa tra i 60 e i 70 metri.
Costituisce un habitat per molte forme di vita, spesso specie a rischio di estinzione come il pappagallo guancegialle (Ognorhynchus icterotis).

## Distribuzione e habitat

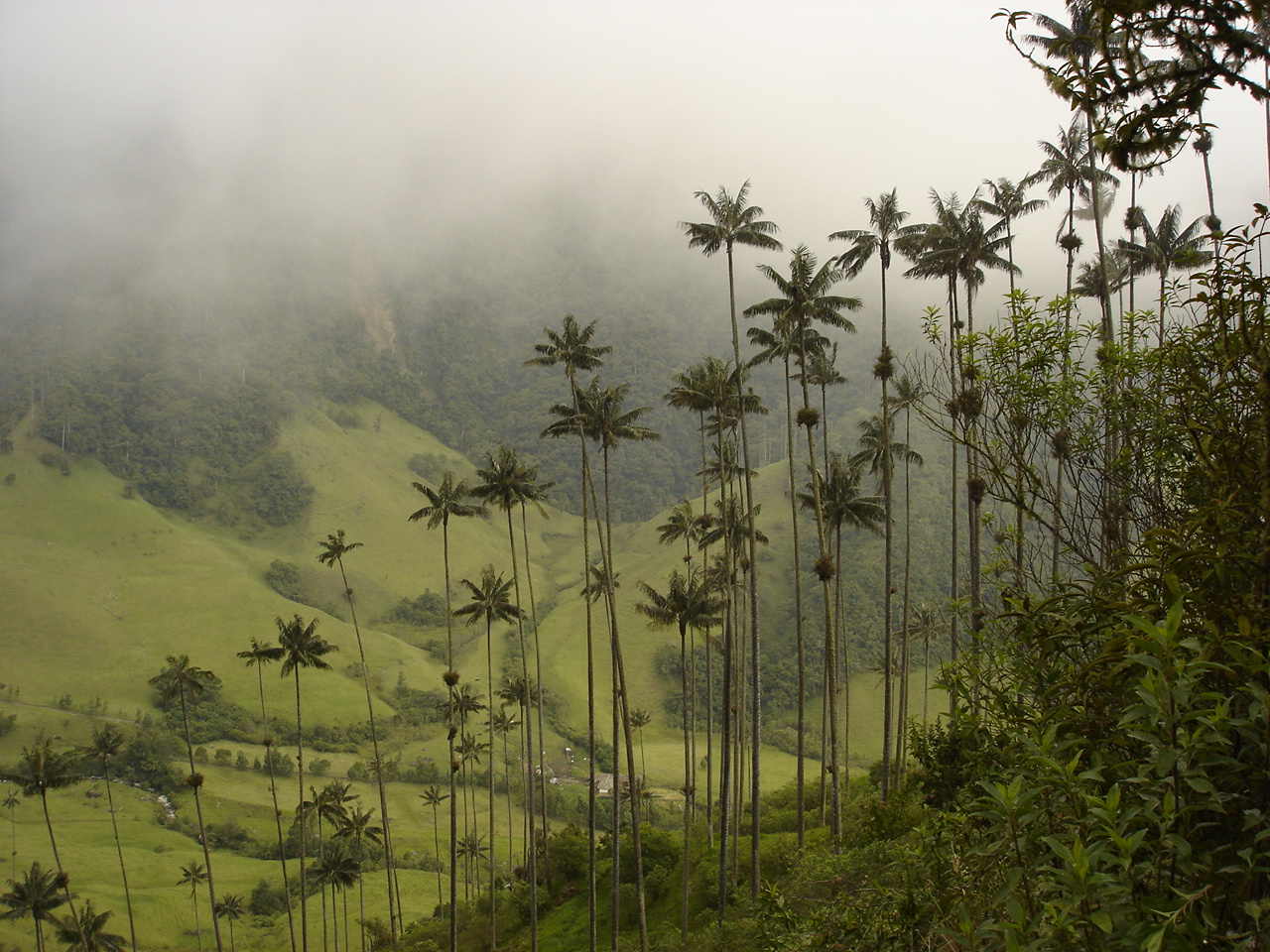
Panorama della Valle de Cocora con le palme da cera.

Questa pianta cresce in gruppi sui versanti occidentali delle Ande, tra i 2.500 ed i 2.800 m s.l.m., con temperature comprese tra i 12 e i 19 °C e piovosità media di 1800 mm/anno, in suoli sabbiosi con elevata acidità.
Le popolazioni più numerose e meglio conservate si trovano nelle valli andine del dipartimento di Tolima, nella Valle de Cocora del dipartimento di Quindío, nella regione dell'eje cafetero e nel dipartimento di Caldas, nel comune di Samaná.

## Tassonomia
Ceroxylon quindiuense è stata descritta da (Karsten) e pubblicato in Bonplandia 8: 70. 1860.
Sinonimi
- Klopstockia quindiuensis H. Karst., 1859[2]
- Ceroxylon floccosum Burret, 1929[3][4]

## Importanza culturale
È stata scelta come albero nazionale della Colombia dalla Comisión Preparatoria del III Congreso Sudamericano de Botánica, svolto a Bogotà nel 1952. È stata adottata ufficialmente come albero nazionale mediante la Legge 61 del 16 settembre 1985.

## Usi
- La cera veniva usata per fare candele, fino all'introduzione dell'elettricità, riducendone così l'importanza economica.
- Il suo legno è molto ricercato per l'industria del legname.
- I frutti vengono utilizzati per l'alimentazione del bestiame.
- Le foglie sono state ampiamente utilizzate nelle celebrazioni cattoliche della Domenica delle Palme.

## Conservazione
La Lista rossa IUCN classifica Ceroxylon quindiuense come specie vulnerabile.
La specie è protetta all'interno del Parco Naturale Nazionale Los Nevados.